# Peales delfin
Peales delfin (Lagenorhynchus australis) är en art i familjen delfiner som förekommer i havsområden kring södra Sydamerika.

## Kännetecken

Storleksjämförelse mellan Peales delfin och medelstor människa

Vuxna individer når en kroppslängd upp till 2,10 meter och en vikt omkring 115 kilogram. Delfinens ansikte är mörkgrå och ryggen är svart. På varje sida av bakkroppen finns en böjd vit strimma. Buken är vitaktig. På varje bröstfena finns en vit fläck. Ryggfenan är jämförelsevis stor och bukfenorna är små och spetsiga. Även stjärtfenan slutar spetsig. Från längre avstånd kan arten förväxlas med Södra Atlantvitsiding (Lagenorhynchus obscurus).

## Utbredning och habitat
Arten är endemisk för havsområdet kring södra Sydamerika. Den iakttogs i Stilla havet så långt norrut som Valdivia i Chile vid 38:e breddgraden. I Atlanten simmar den upp till San Jorge viken i Argentina vid 44:e breddgraden. Söderut förekommer delfinen till 60:e breddgraden.
Delfinen föredrar antagligen områden med starka tidvattenströmningar.

## Levnadssätt
Peales delfin lever i grupper av omkring 20 individer men ibland syns upp till 100 individer tillsammans, främst under sommaren och hösten. Delfinerna simmar ofta i rad längs kustlinjen. Vanligen simmar de långsamt men de har bra förmåga att öka hastigheten.

## Hot och skyddsåtgärder
Individerna går lätt att fånga då de simmar nära kusten och på grund av deras begränsade utbredningsområde. Under 1970- och 1980-talet dödades tusentals delfiner av chilenska fiskare, främst som bete för krabbor. Även idag jagas delfinerna för detta ändamål men inte i lika stora tal. Andra individer drunknar när de fastnar i fiskenät. Det är ingenting känt om artens populationsstorlek och därför kräver naturskyddsorganisationer som Whale and Dolphin Conservation Society ett större forskningsprogram. IUCN listar arten under kunskapsbrist.